# Andy Linden (aktor)
Andy Linden – brytyjski aktor filmowy i telewizyjny. Znany jest głównie z roli Mundungusa Fletchera w filmie Harry Potter i Insygnia Śmierci, Część 1, a także z roli strażnika Johna w serialu Count Arthur Strong.

## Wybrana filmografia

### Filmy
| Rok  | Tytuł                                    | Rola               |
| ---- | ---------------------------------------- | ------------------ |
| 2001 | Z piekła rodem                           | Cieśla             |
| 2005 | Oliver Twist                             | Pan Gamfield       |
| 2007 | Zawód gangster                           | Peter Dinsdale     |
| 2008 | RocknRolla                               | Waster             |
| 2008 | The Secret of Moonacre                   | Marmaduke Scarlet  |
| 2010 | Harry Potter i Insygnia Śmierci, Część 1 | Mundungus Fletcher |

### Seriale
| Rok  | Tytuł            | Rola                   |
| ---- | ---------------- | ---------------------- |
| 2003 | Rozgrywki        | Recepcjonista w hotelu |
| 2008 | Przygody Merlina | Devlin                 |